# Antocha triangularis
Antocha triangularis är en tvåvingeart som först beskrevs av Enrico Adelelmo Brunetti 1912.  Antocha triangularis ingår i släktet Antocha och familjen småharkrankar. Inga underarter finns listade i Catalogue of Life.